# 秋吉恵美
秋吉 恵美（あきよしえみ）は、福岡県出身の歌手。

## 略歴
昭和56年 キングレコードより「二人づれ」でデビュー
昭和58年「生命ふたつで」発売
昭和62年 アポロンへ移籍 「女の酒」にて、第20回/日本有線大賞・新人賞
昭和63年「人妻椿」にて横浜音楽祭奨励賞 旭川有線最多リクエスト賞 
20万枚ヒット感謝の集い/開催
平成2年2月「おんなの涙」でアポロンよりヒット賞
平成3年3月 第1回 秋吉恵美 本音コンサート(花一番)於 浅草公会堂
平成4年12月「おしどり夫婦」発表
平成5年8月 東芝EMIより石坂まさを作詞曲「心歌十二章」
平成7年8月 東芝EMIより/石坂まさを作詞曲「続心歌十二章」
平成19年12月 MTRレコードより/「母と言う名のあなた」発売
歌謡曲「女の酒」で実力が世に知れ、日本有線大賞新人賞を受賞。
その後は演歌から転進し、人々の心に語りかけるハートソングを歌い続ける（「心歌」石坂まさを作詞）。
長年取り組んできた邦楽（花柳舞踊、端唄：豊藤美師事）の世界でも実力をつける。現在は弟子・克彦との共演が幅広い支持を得ている。
毎年12月中頃の「本音コンサート」では、原昌男演出で日本の伝統を伝える活動に力を入れ、まもなく20年を迎える。
歌・舞・奏の舞台創りへの挑戦を続けている。
また、新曲「母と言う名のあなた」では、振りの一つとしての手話表現にも取り組む(手話表現指導/手話振り創家・花於里吟八重)。
| スタブアイコン | サブスタブ | この項目は、まだ閲覧者の調べものの参照としては役立たない、歌手に関連した書きかけの項目です。この項目を加筆・訂正などしてくださる協力者を求めています（P:音楽/PJ:芸能人）。 |